# 妙広寺 (岡山市)
妙広寺（みょうこうじ）は、岡山県岡山市中区平井にある日蓮宗の寺院。山号は平井山。文永11年（1274年）図顕の日蓮真筆本尊を所蔵する。旧本山は京都妙覚寺、奠師法縁(奠統会)

## 歴史
永和年間（1375年－1378年）妙覚寺の龍華院日実を開山に創建した法華山妙実寺が起源。天文元年（1532年）讃岐大地震で諸堂が倒壊。天文18年（1549年）火災で焼失。永禄2年（1559年）現在地に移転し再興。天正16年（1588年）現寺号に改称した。

## 境内
- 本堂　享保6年頃建立。
- 客殿庫裡　宝暦3年建立。庫裏と客殿が一体となった建築。
- 山門（鐘楼門）　享保16年建立。
- 鎮守堂（番神堂）　明治25年建立。

## 旧末寺
日蓮宗は昭和16年（1941年）に本末を解体したため、現在では、旧本山、旧末寺と呼びならわしている。
- 沖邑山妙樂寺（岡山市中区平井）

## 参考資料
- 日蓮宗寺院大鑑編集委員会『宗祖第七百遠忌記念出版 日蓮宗寺院大鑑』大本山池上本門寺 (1981年)